# شهرستان میلام (تگزاس)
شهرستان میلام، تگزاس (به انگلیسی: Milam County, Texas) یک سکونتگاه مسکونی در ایالات متحده آمریکا است که در تگزاس واقع شده‌است.

## خصوصیات
شهرستان میلام ۲٬۶۴۶٫۹۸ کیلومترمربع مساحت دارد.